# Mormodes badia
Mormodes badia är en orkidéart som beskrevs av Robert Allen Rolfe och William Watson. Mormodes badia ingår i släktet Mormodes och familjen orkidéer. Inga underarter finns listade i Catalogue of Life.